# Farquharia
Farquharia là chi thực vật có hoa trong họ Apocynaceae.